# Wilhelm I. von Lebus
Wilhelm (auch Wilhelm von Neiße, † zwischen 1273 und 1276) war von 1252 bis 1273 Bischof von Lebus.

## Leben
Wilhelm stammte aus einer schlesischen Adelsfamilie bei der Stadt Neiße.
1252 wurde er erstmals in einer Urkunde erwähnt, als er mit dem neuen Landesherrn, dem Erzbischof Wilbrand von Magdeburg die Zehntrechte im Bistum Lebus neu vereinbarte. Dabei musste das Bistum auf Abgaben von einem Teil der Feldfrüchte verzichten.
Die neue Herrschaft des Magdeburger Erzstifts über das Land Lebus führte zu großem Unmut im Lebuser Domkapitel, unter anderem auch durch einen neuen von Magdeburg eingesetzten Dompropst. Die Domherren verließen das Stift und hielten sich in Frankfurt/Oder, Schlesien oder Großpolen auf. Auch Bischof Wilhelm stellte keine einzige Urkunde in Lebus aus.
Er hielt sich meist in Breslau auf, wo er mehrfach in Urkunden des schlesischen Herzogs erschien, sowie an anderen Orten in Schlesien, so auch in seinem Gut in Rogau bei Neiße. Wilhelm nahm an mehreren Synoden der polnischen Bischöfe teil.
1263 schloss er einen Zehntvertrag mit den askanischen Markgrafen Johann I. und Otto III. von Brandenburg, die seit 1249 Landesherren in einem Teil des Lebuser Landes waren, und trat noch zweimal als Zeuge in deren Urkunden auf. 1267 hielt er die Totenmesse für Markgraf Otto III.
1270 bemühte sich ein Teil des Domkapitels um Verlegung des Bistumssitzes nach Frankfurt, aber ohne Ergebnis.
1273 ist Wilhelm ein letztes Mal auf einer Urkunde erwähnt.
Die neuere Forschung geht davon aus, dass er nicht identisch ist mit seinem gleichnamigen Nachfolger Wilhelm II., der 1276 erstmals genannt wurde.

## Wilhelm von Bredow
In einer älteren deutschen Liste der Bischöfe von Lebus wurde ein Bischof Wilhelm von Bredow für die Zeit von 1223 bis 1246 genannt. Da die Liste auch sonst den historisch überlieferten Urkunden und Zeugnissen widerspricht, kann diese Angabe als bloße Erfindung eingeschätzt werden.